# Tarletonbeania crenularis
Tarletonbeania crenularis är en fiskart som först beskrevs av David Starr Jordan och Charles Henry Gilbert, 1880.  Tarletonbeania crenularis ingår i släktet Tarletonbeania och familjen prickfiskar. Inga underarter finns listade i Catalogue of Life.